# Президентские выборы в США (1972)
47-е президентские выборы в Соединённых Штатах состоялись 7 ноября 1972 года. Действующий президент-республиканец Ричард Никсон и вице-президент Спиро Агню одержали убедительную победу над сенатором-демократом Джорджем Макговерном и бывшим послом во Франции Сарджентом Шрайвером. Набрав 60,7 % голосов избирателей, Ричард Никсон получил наибольшую долю голосов избирателей для кандидата от республиканцев в истории.
Никсон легко победил двух соперников-членов Палаты представителей на республиканских праймериз и выиграл повторное выдвижение от своей партии. Макговерн, сыгравший значительную роль в изменении системы выдвижения кандидатов от Демократической партии после скандальных праймериз 1968 года, мобилизовал избирателей, настроенных против войны во Вьетнаме и других сторонников либерализма и с трудом смог выиграть выдвижение от Демократической партии, победив изначального фаворита сенатора от Мэна Эдмунда Маски, кандидата на выборах 1968 года Хьюберта Хамфри, губернатора Алабамы Джорджа Уоллеса и члена Палаты представителей от Нью-Йорка Ширли Чисхолм.
Никсон подчёркивал сильную экономику и свои успехи во внешней политике, в то время как Макговерн баллотировался на платформе, призывающей к немедленному прекращению войны во Вьетнаме и установлению гарантированного минимального дохода. Никсон сохранял большое преимущество в опросах на протяжении всей предвыборной кампании. Кампания Макговерна пострадали из-за широкого восприятия его идей как радикальных и разоблачением его изначального напарника, сенатора от Миссури Томаса Иглтона, который, как оказалось, прошёл курс электросудорожной терапии в качестве лечения депрессии, после чего Иглтона заменил бывший посол США во Франции и родственник семьи Кеннеди Сарджент Шрайвер. В июне представители комитета по переизбранию Никсона ворвались в комплекс Уотергейт, чтобы прослушивать штаб-квартиру Национального комитета Демократической партии. Первые новости об инциденте мало повлияли на успех кампании Никсона, но последовавшие после выборов разоблачения вызвали скандал.
Никсон одержал убедительную победу на выборах, набрав 60,7 % голосов избирателей, одержав победу в 49 штатах и став первым республиканцем, выигравшим во всех южных штатах, в то время как Макговерн набрал всего 37,5 % голосов избирателей. Это был последний раз, когда кандидат от республиканцев победил в Миннесоте на президентских выборах. Также эти выборы сделали Никсона единственным бывшим вице-президентом, дважды избранным президентом. Выборы 1972 года стали первыми после ратификации 26-й поправки, которая снизила возрастной ценз с 21 до 18 лет, что ещё больше расширило электорат.
Никсон и его вице-президент Спиро Агню ушли в отставку в течение двух лет после выборов: Агню в октябре 1973 года из-за скандала со взяточничеством, а Никсон в августе 1974 года перед лицом вероятного импичмента и осуждения в результате Уотергейтского скандала. Лидер республиканского меньшинства в Палате представителей Джеральд Форд, сменивший Агню на посту вице-президента в декабре 1973 года и Никсона на посту президента в августе 1974 года, таким образом, стал единственным человеком в американской истории, который стал президентом, не победив на выборах.

## Выборы

### Кампания
Джордж Макговерн шёл на выборы с антивоенной платформой и предложением установить гарантированный минимум дохода для бедных. Однако, его кампания значительно пострадала из-за скандала с его первоначальным выдвиженцем в вице-президенты. Кроме этого, его взгляды, высказанные во время кампании выдвижения по Демократической партии, отдалили от него многих крупных партийных деятелелей. В свете этого республиканцы успешно изобразили Макговерна как радикала.
Профессор Ричард Лахман отмечал: «В его социалистическую платформу входило немедленное прекращение войны во Вьетнаме и масштабное сокращение вооружённых сил. И хотя Макговерн крайне бледно выступил на выборах, сама возможность того, что человек с такой платформой мог бы получить власть в стране, напугала бизнесменов, армию и правительство, и они почувствовали необходимость принять какие-то меры, чтобы в принципе оградить американскую политическую систему от таких „прорывов“. Ведь, по их мнению, на место относительно безопасного Макговерна мог бы прийти какой-то по-настоящему леворадикальный и харизматичный лидер».
Никсон проводил предвыборную кампанию с агрессивной политикой по отношению к потенциальным противникам. Его «Южная стратегия», заключавшаяся в ослаблении давления на десегрегацию школ и других федеральных усилий по снятию расовых ограничений, привлекла как северных рабочих, так и южан.
Принятая в 1971 году 26-я поправка к Конституции США позволила голосовать начиная с 18 лет, что увеличило общее число избирателей и снизило их возраст. Однако, это привело к низкому уровню активности избирателей: лишь 55 % потенциальных избирателей участвовало в выборах. Ричард Никсон убедительно победил кандидата от демократов.

### Результаты
| Кандидат              | Партия                                  | Избиратели | Избиратели | Выборщики |
| Кандидат              | Партия                                  | Количество | %          | Выборщики |
| --------------------- | --------------------------------------- | ---------- | ---------- | --------- |
| Ричард Милхауз Никсон | Республиканская партия                  | 47 168 710 | 60,67      | 520       |
| Джордж Макговерн      | Демократическая партия                  | 29 173 222 | 37,52      | 17        |
| Джон Хосперс          | Либертарианская партия                  | 3674       | 0,0        | 1         |
| Джон Шмитц            | Американская независимая партия         | 1 100 868  | 1,42       | 0         |
| Линда Дженнес         | Социалистическая рабочая партия         | 83 380     | 0,11       | 0         |
| Бенджамин Спок        | Народная партия                         | 78 759     | 0,10       | 0         |
| Луис Фишер            | Социалистическая рабочая партия Америки | 53 814     | 0,07       | 0         |
| Гэс Холл              | Коммунистическая партия США             | 25 597     | 0,03       | 0         |
| другие                | —                                       | 56 003     | 0,08       | 0         |
| Всего                 | Всего                                   | 77 744 027 | 100        | 538       |